# Varzi
Varzi é uma comuna italiana da região da Lombardia, província de Pavia, com cerca de 3.533 habitantes. Estende-se por uma área de 58 km², tendo uma densidade populacional de 61 hab/km². Faz fronteira com Bagnaria, Fabbrica Curone (AL), Gremiasco (AL), Menconico, Ponte Nizza, Romagnese, Santa Margherita di Staffora, Val di Nizza, Valverde, Zavattarello.

## Demografia
| Variação demográfica do município entre 1861 e 2011                               |
|                                                                                   |
| Fonte: Istituto Nazionale di Statistica (ISTAT) - Elaboração gráfica da Wikipedia |